# Podskalnica atlantycka
Podskalnica atlantycka (Guyruita atlantica) – gatunek pająka z rodziny ptasznikowatych. Zamieszkuje Brazylię.

## Taksonomia
Gatunek ten opisany został po raz pierwszy w 2007 roku przez José P.L. Guadanucciego, Sylvię M. Lucas, Rafaela P. Indicattiego i Flávio U. Yamamoto. Jako lokalizację typową autorzy wskazali stację ekologiczną w Murici w na terenie brazylijskiego stanu Alagoas. Epitet gatunkowy pochodzi od Mata Atlântica – formacji roślinnej zasiedlanej przez ten gatunek.

## Morfologia
Samice osiągają od 10,5 do 20 mm, a samce od 8,6 do 18,6 mm długości ciała. Barwa prosomy i odnóży jest brązowa, wierzchu opistosomy (odwłoka) ciemnobrązowa bez żadnych wzorów, a spodu opistosomy jasnobrązowa. Karapaks ma słabo wyniesioną część głowową z lekko wyniesionym, szerszym niż dłuższym wzgórkiem ocznym. Oczy pary przednio-bocznej leżą nieco bardziej z przodu niż przednio-środkowej, a pary tylno-środkowej w przypadku samca równo z tymi pary tylno-bocznej, zaś u samicy nieco za nimi. Jamka karapaksu jest prosta. Szczękoczułki mają człon nasadowy z 8 lub 9 ząbkami. Szczęki mają ponad 80 kuspuli, natomiast na kwadratowej wardze dolnej jest ich około 150 u samic i około 130 u samców. Owalne sternum ma tylną parę sigillów oddaloną od krawędzi na odległość równą ich średnicy. Skopule na nadstopiach pierwszej i drugiej pary zajmują ponad połowę ich długości, na tych trzeciej pary połowę długości, a na tych czwartej pary mniej niż połowę długości. Na stopach pierwszej pary skopule są pełne, na tych drugiej pary pełne z linią rzadkich szczecinek, a na pozostałych parach podzielone pasmem grubych szczecin. Trichobotria maczugowate rozmieszczone są na stopach w dwóch równoległych szeregach. Samiec ma na goleniach pierwszej pary odnóży stosunkowo krótkie apofizy (haki) goleniowe, składające się z dwóch gałęzi, z których tylna jest dłuższa i ma dwa kolce na szczycie, a przednia jest krótsza i zaopatrzona w jeden kolec. Nogogłaszczki samca mają długi i cienki, lekko zakrzywiony, pozbawiony kilów bulbus oraz długi i cienki embolus. Genitalia samicy zawierają dwa wielopłatowe zbiorniki.

## Ekologia i występowanie
Gatunek neotropikalny, znany wyłącznie z północnej i środkowo-wschodniej części Brazylii. Podawany jest ze stanów Paraíba, Alagoas, Bahia, Sergipe i Espírito Santo. Zamieszkuje lasy atlantyckie.